# Dvojac na pariće
Dvojac na pariće je naziv koji se koristi za disciplinu u veslanju na mirnim vodama a podrazumijeva postavu veslačkog čamca s dva veslača i dva para vesala to jest svaki veslač koristi par vesala, po jedno u svakoj ruci.
Čamci za utrke na mirnim vodama su plovila izduženog, uskog tijela, često polukružno u presjeku a u svrhu boljih hidrodinamičkih karakteristika plovila. Na kraju trupa plovila nalazi se krilce koje sprječava da se čamac nekontrolirano njiše (valja) po težištu te pomaže u držanju pravca kretanja. Premda izvorno izrađivani od drva, svi moderni čamci za veslanje na mirnim vodama se izrađuju od kompozitnih materijala (obično ugljičnih vlakana ojačanih plastikom) koji imaju prednost u čvrstoći i težini u odnosu na drvene. Vezovi i upori za vesla omogućuju pri veslanju ravnomjerno raspoređivanje naprezanja na svakoj strani trupa čamca.
Dvojac na pariće je jedna od disciplina u veslanju koja je priznata od Svjetske veslačke federacije FISA i Olimpijskog komiteta.
Zbog načina na koji se vesla i raspoređenosti naprezanja na trupu čamca dvojac na pariće je u principu brži od ostalih dvojaca, to jest dvojca bez i dvojca s kormilarom.
Četverac na pariće je slična disciplina po dizajnu čamca i načinu veslanja dvojcu na pariće samo što obično četverac ima kormilara te četvoricu veslača.

## Također pogledati
- Veslanje na Olimpijskim igrama

## Vanjske poveznice
1. ↑  Speed Rower
2. ↑  FISA - Olimpijske igre. Inačica izvorne stranice arhivirana 13. srpnja 2009. Pristupljeno 15. rujna 2011. journal zahtijeva |journal= (pomoć)